# Nhà thờ Chúa Cứu thế trên Máu đổ
Nhà thờ Chúa Cứu thế trên Máu đổ (tiếng Nga: Церковь Спаса на Крови, Tserkovʹ Spasa na Krovi) là một trong những công trình kiến trúc nổi bật tại Sankt-Peterburg, Nga. Nhà thờ còn được biết đến với tên gọi Đại Giáo đường Chúa Kitô Phục Sinh (tiếng Nga: Собор Воскресения Христова, Sobor Voskreseniya Khristova). Nhà thờ này không nên nhầm với Nhà thờ trên Máu đổ Tôn kính Chư Thánh Vinh hiển tại Đất Nga tại Yekaterinburg, được xây trên địa điểm mà Sa hoàng Nikolai II và gia đình bị phái Bolshevik hành quyết.